# Anja Hazekamp

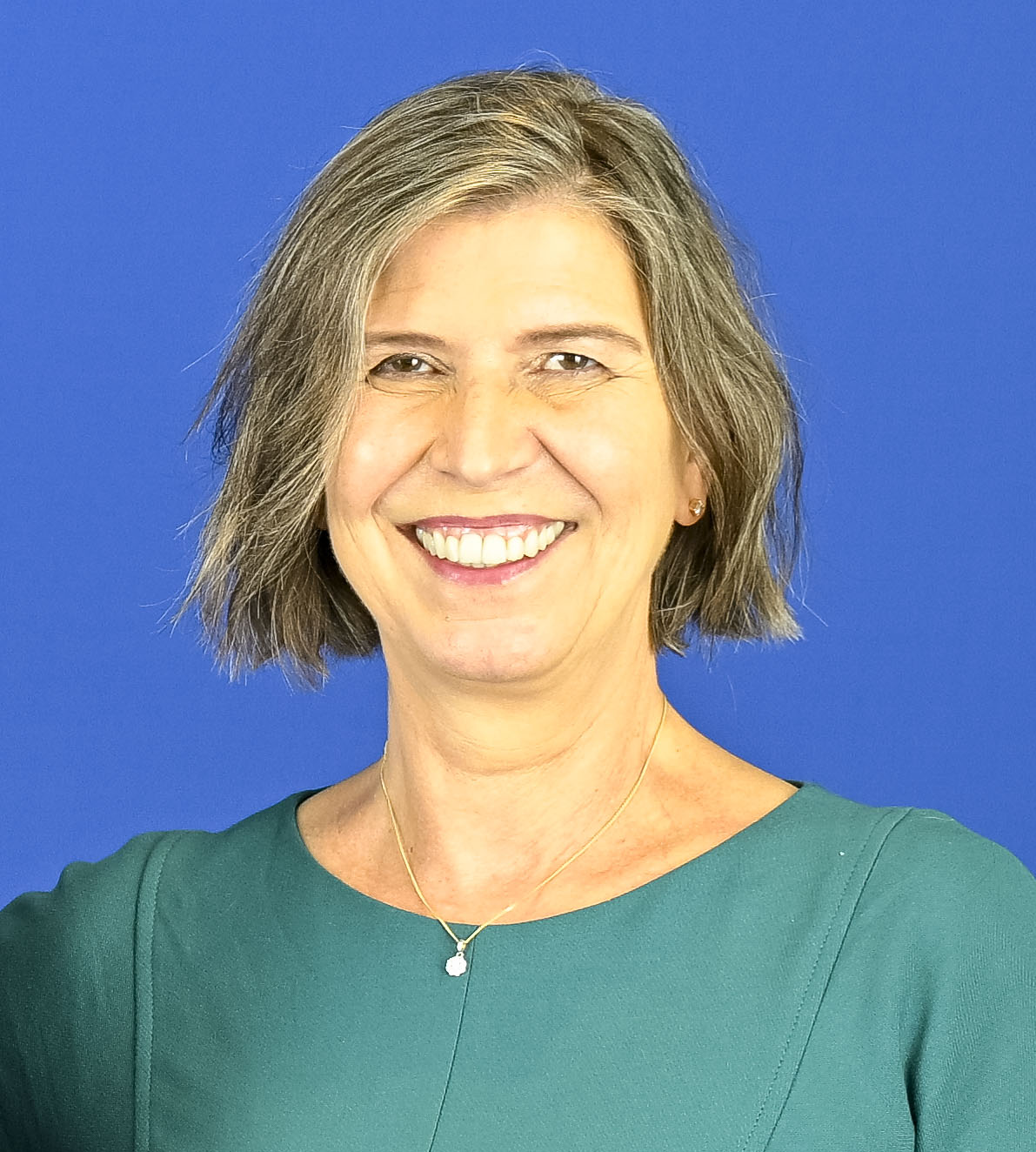
Anja Hazekamp (2024)

Anja Hazekamp (* 21. Januar 1968 in Vlagtwedde) ist eine niederländische Biologin und Politikerin der Partij voor de Dieren (PvdD). Hazekamp ist seit der Europawahl 2014 Mitglied des Europäischen Parlaments, bei der Wahl 2019 verteidigte sie ihr Mandat. Sie ist Mitglied der GUE/NGL-Fraktion.

## Leben

### Ausbildung
Anja Hazekamp wurde am 21. Januar 1968 in Vglatwedde geboren, sie wuchs in Ter Apel auf, wo sie auch ihre Schulausbildung absolvierte. 1988/89 studierte sie zunächst Biologie auf Lehramt in Leeurwarden, anschließend wechselte sie zur Universität Groningen, wo sie bis 1995 Biologie studierte.
Hazekamp arbeitete von 1992 bis 1997 als Beauftragte für Öffentlichkeitsarbeit für die Niederländische Gesellschaft für Tierschutz. Außerdem arbeitete sie von 1995 bis 1997 als wissenschaftliche Mitarbeiterin für zwei faunabezogene Organisationen. Von 1997 bis 2000 war sie an der Universität Utrecht und der Universität Leiden als wissenschaftliche Mitarbeiterin zum Thema Tierversuche tätig. Im Jahr 2000 kehrte sie zur Niederländischen Gesellschaft für Tierschutz zurück und arbeitete fünf Jahre lang im Bereich Tierschutzpolitik. Danach war sie bis 2009 Mitarbeiterin des Seal Rehabilitation and Research Centre, anschließend erneut bis 2014 im Bereich Tierschutzpolitik bei der Stichting AAP.

### Politisches Engagement
Politisch engagierte sie sich bis 2007 bei GroenLinks, wechselte dann zur Partij voor de Dieren.
2007 wurde Hazekamp Mitglied des Provinciale Staten von Groningen. Bei der Europawahl 2009 kandidierte sie auf dem dritten Listenplatz der PvdD, ebenso bei den Wahlen zum Unterhaus 2010. Beide Male verpassten sie den Einzug. Am 24. Januar 2012 wurde Hazekamp Mitglied der Zweiten Kammer der Generalstaaten als Elternzeitvertretung für Marianne Thieme. Diese Mitgliedschaft endete am 12. Mai 2012.

### Einzug ins Europäische Parlament

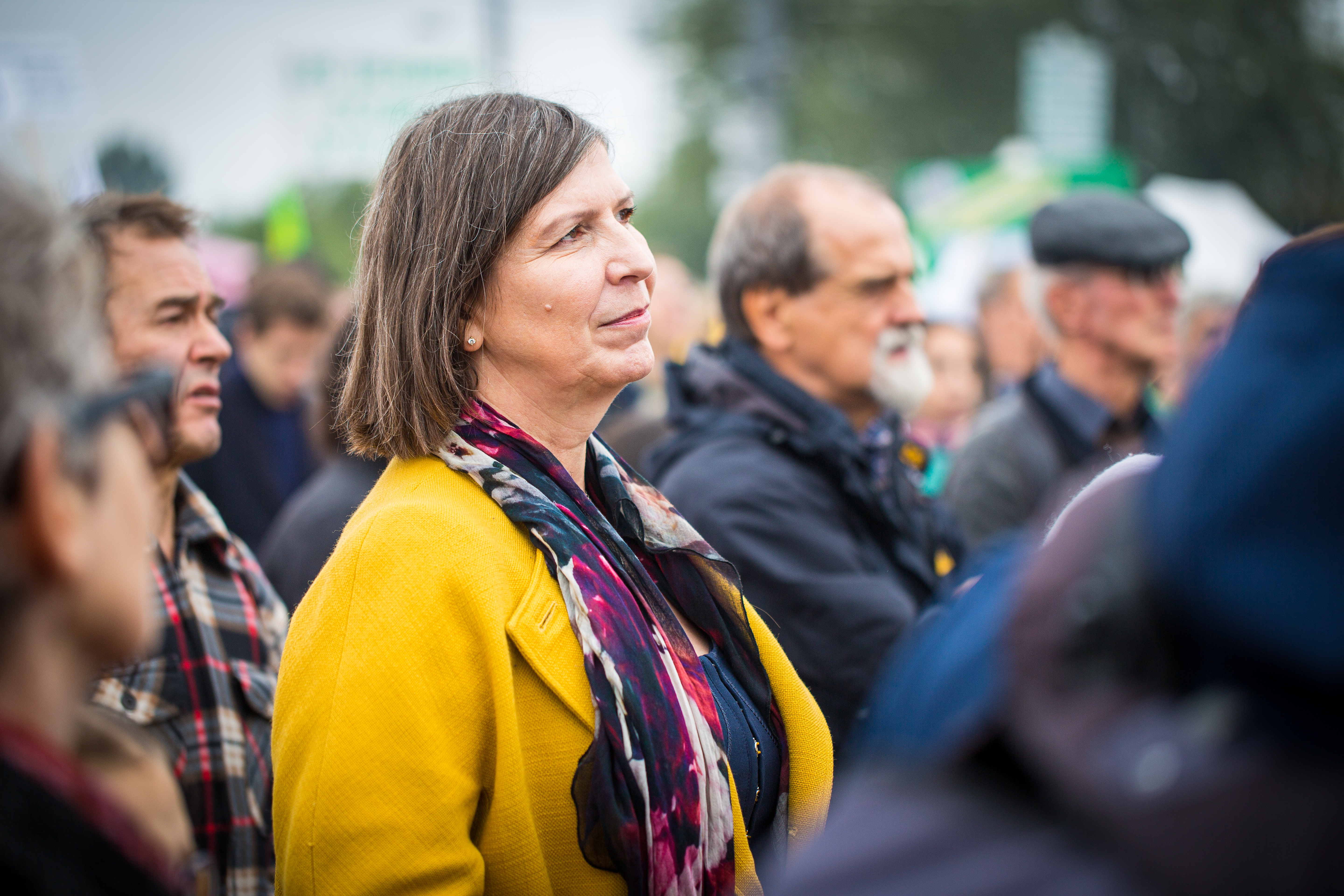
Hazekamp bei einer Demonstration (2019)

Bei den Wahlen zum Europäischen Parlament 2014 nominierte die PvdD Hazekamp für den ersten Listenplatz. Die Partei gewann 4,21 Prozent und damit eines der 26 niederländischen Mandate, sodass Hazekamp einzog. Sie gab damit ihr Mandat im Provinciale Staten von Groningen auf. Im Europäischen Parlament trat Hazekamp der Konföderalen Fraktion der Vereinten Europäischen Linken/Nordische Grüne Linke bei, von 2015 bis 2019 war sie Mitglied des Fraktionsvorstandes.
Für ihre Fraktion war Hazekamp in der achten Wahlperiode (2014–2019) Mitglied im Ausschuss für Landwirtschaft und ländliche Entwicklung sowie im Sonderausschuss für das Genehmigungsverfahren der EU für Pestizide, in letzterem war sie Schattenberichterstatterin für ihre Fraktion. Des Weiteren war sie stellvertretendes Mitglied im Fischereiausschuss, im Petitionsausschuss (2014–2017), sowie im Ausschuss für Umweltfragen, öffentliche Gesundheit und Lebensmittelsicherheit (2017–2019).
Bei den Europawahlen 2019 nominierte die PvdD sie erneut für den ersten Listenplatz. Sie konnte mit 4,02 Prozent der Wählerstimmen das Mandat verteidigen. In der neunten Wahlperiode (2019–2024) trat sie wieder der GUE/NGL-Fraktion bei. Für ihre Fraktion ist Hazekamp Mitglied des Ausschusses für Umweltfragen, öffentliche Gesundheit und Lebensmittelsicherheit, zu dessen stellvertretenden Vorsitzenden sie gewählt wurde. Zudem ist sie stellvertretendes Mitglied im Ausschuss für Landwirtschaft und ländliche Entwicklung und im Fischereiausschuss.